# Tina Flognman
Kristina Linéa "Tina" Flognman, född 29 juni 1981 i Forshaga, är en svensk tidigare handbollsspelare (mittsexa). Från debuten 2000 till 2012 spelade hon 225 landskamper och gjorde 388 mål för Sveriges landslag.

## Klubblagskarriär
Flognman föddes och växte upp i Forshaga i Värmland. Hon började att spela handboll i Forshaga HK, där hon hann med att spela seniorlagshandboll innan hon gick över till kommunens andra handbollslag, HK Brukspöjkera, från Deje.
1998 begav hon sig till riksidrottsgymnasiet Katrinelundsgymnasiet i Göteborg och började spela för Partillelaget IK Sävehof.
Proffskarriären tog fart 2003, då hon värvades av den danska klubben GOG Svendborg TGI. Där kom hon att spela sju säsonger, där den sista var under lagnamnet Odense GOG. Efter sju år i Danmark skrev hon på för det franska topplaget Toulon Saint-Cyr Var HB, där det blev tre säsonger och två ligacupguld. Hösten 2013 flyttade hon till Varberg för att bli spelande tränare i HK Varberg. 
I ett pressmeddelande den 6 augusti 2013 meddelade Viborg HK att Tina Flognman var klar för den danska storklubben under en fyraveckorsperiod som en backup till Sabine Pedersen, då deras stjärna Marit Malm Frafjord tidigare dragit på sig en skada.

## Landslagskarriär
Tina Flognman spelade 39 ungdomslandskamper för Sverige och gjorde 114 mål åren 1998 till 2001. Hon debuterade i A-landslaget den 31 juli 2000 mot Nederländerna. För handbollslandslaget spelade hon 225 landskamper enligt den nya statistiken. Sista landskampen spelade Flognman under EM 2012 i Serbien då Sverige vann över Tjeckien. Totalt deltog hon i elva stora mästerskap för Sverige (sex EM, tre VM och två OS). Största meriten blev silvermedaljen vid EM 2010.

## Meriter

### Klubblag
- Svensk mästare 2000 med IK Sävehof
- Fransk cupmästare två gånger (2011 och 2012) med Toulon Saint-Cyr Var HB

### Mästerskap med landslaget
- VM 2001 i Italien: 8:a
- EM 2002 i Danmark: 15:e
- EM 2004 i Ungern: 14:e
- EM 2006 i Sverige: 6:a
- OS 2008 i Peking: 8:a
- EM 2008 i Makedonien: 9:a
- VM 2009 i Kina: 13:e
- EM 2010 i Danmark och Norge:  Silver
- VM 2011 i Brasilien: 9:a
- OS 2012 i London: 11:a
- EM 2012 i Serbien: 8:a